# Piedras Blancas, Veracruz
Piedras Blancas är en ort i Mexiko.   Den ligger i kommunen Zongolica och delstaten Veracruz, i den sydöstra delen av landet, 250 km öster om huvudstaden Mexico City. Piedras Blancas ligger 492 meter över havet och antalet invånare är 270.
Terrängen runt Piedras Blancas är kuperad åt nordost, men åt sydväst är den bergig. Piedras Blancas ligger nere i en dal. Runt Piedras Blancas är det ganska tätbefolkat, med 222 invånare per kvadratkilometer. Närmaste större samhälle är Zongolica, 9,9 km väster om Piedras Blancas. I omgivningarna runt Piedras Blancas växer i huvudsak städsegrön lövskog.